# Anacroneuria mixteca
Anacroneuria mixteca är en bäcksländeart som beskrevs av Bill P.Stark och Boris C. Kondratieff 2004. Anacroneuria mixteca ingår i släktet Anacroneuria och familjen jättebäcksländor. Inga underarter finns listade i Catalogue of Life.